# Catherine Dorion
Catherine Dorion, née le 30 septembre 1982 à Québec, est une comédienne, auteure et femme politique québécoise.
Membre de Québec solidaire, elle représente la circonscription de Taschereau à l'Assemblée nationale du Québec de 2018 à 2022.

## Biographie
Catherine Dorion naît en 1982. Elle est la dernière des neuf enfants de Louis Dorion, avocat de la ville de Québec. Son grand-père, Noël Dorion a été député fédéral progressiste-conservateur,. Elle est également la nièce du géographe Henri Dorion. L'actrice Nathalie Coupal et la chorégraphe Geneviève Dorion-Coupal, deux des filles de ce dernier, sont ses cousines.
Elle grandit dans le quartier Saint-Jean-Baptiste à Québec. Elle est élevée par sa mère, Claudette Brasseur, une sténographe judiciaire, son père les ayant quitté lorsque Catherine était âgée d'un an.
Elle fait ses études au Québec, en Espagne, au Chili, en Russie et à Londres (Royaume-Uni), tout en ayant l'occasion de voyager dans plus d'une trentaine de pays. Elle est diplômée du Conservatoire d'art dramatique de Québec (2004), titulaire d’un baccalauréat en Relations internationales et Droit international de l’UQAM (2009) et d'une maîtrise en sciences politiques (War Studies) du King's College de Londres (2010).
Elle est la mère de trois filles, nées en 2012, 2014 et 2020.
Elle vit depuis 2014 dans le quartier Limoilou.

### Artiste
En tant qu'actrice, elle joue dans plusieurs téléromans et productions théâtrales, dont L'Auberge du chien noir. Son interprétation dans Les combustibles d'Amélie Nothomb au Théâtre du Trident lui vaut d'être nommée pour le prix Révélation de l’année 2007 au Gala des masques.
En tant qu'autrice, elle a d'abord été slammeuse, champ d'expression au sein duquel elle a remporté plusieurs compétitions. Ses performances poétiques se retrouvent dans plusieurs festivals et médias et lui valent plusieurs récompenses.
Elle publie en 2014 Même s’il fait noir comme dans le cul d’un ours (2014), un recueil de poèmes, crée le spectacle théâtral FUCK TOUTE (2016) et joue dans la tournée européenne de Le NoShow (2015 et 2017).
Dans l'essai Les luttes fécondes. Libérer le désir et l'amour en politique, elle défend l'amour libre et discute du potentiel révolutionnaire du désir, qui, laissé libre, est pour elle un moyen de déconstruire les institutions, telles que le couple et la fidélité.
Elle publie en 2017 chez Hurtubise le roman jeunesse Ce qui se passe dehors, qui raconte l'histoire de jeunes du secondaire québécois qui s'engagent en politique.
Elle publie en 2023 chez Lux Éditeur Les têtes brûlées, Carnets d'espoir punk, sur ses années de députée à l'Assemblée nationale. 
En mars 2025 a lieu la première de son spectacle Sciences Po 101, un documentaire de 90 minutes, qui se veut une conférence où l'artiste fait le point sur la situation politique actuelle . 

### Chroniqueuse
Elle est chroniqueuse au Carrefour de Québec de 2012 à 2016 et à Mise à jour - Québec en 2016. Elle collabore également à l'émission Plus on est de fous, plus on lit à la première chaîne de Radio-Canada en 2015 et signe des billets de blogue pour Le Journal de Montréal et Le Journal de Québec de 2016 à 2018.
Le 25 janvier 2019, toujours députée de Taschereau, Catherine Dorion signe un contrat commercial avec la radio de Québec privée 93.3 pour une chronique hebdomadaire tous les jeudis matin avec l'animateur Sylvain Bouchard.
Par contre, environ deux mois plus tard, le 93.3 met fin à cette collaboration à la suite d'un bris de confiance causé selon le directeur de la station par l'absence sans prévenir de la députée à venir expliquer sur leurs ondes des propos tenus dans un vidéo produite par celle-ci la semaine précédente. 

### Positions politiques
Elle réalise en 2013 un documentaire de 16 minutes sur les immigrants et la souveraineté (sous le nom Demain c'est maintenant), interviewant plusieurs immigrants dont l'écrivaine Lula Carballo.
Elle est contre un troisième lien automobile pour Québec.
À la suite des expériences personnelles difficiles dans le cadre de son travail de députée, elle prend parole contre ce qu'elle qualifie d'intimidation médiatique.

### Vie politique

#### Élections de 2012
Elle est engagée dans le mouvement indépendantiste québécois. Elle s'est d'abord fait connaître par le buzz retentissant de ses premières vidéos de campagne.
Candidate aux élections générales de 2012 dans la circonscription de Taschereau, sous la bannière d'Option nationale, elle publie une capsule vidéo sur YouTube dans laquelle elle explique la source de son engagement. Cette vidéo de 6 minutes obtient rapidement plus de 100 000 vues et, selon le Huffington Post Canada, qui la rediffuse, se classe quelque temps dans les trois vidéos les plus regardées au Canada.
Ce succès inattendu la met sur le devant de la scène politique. Elle est fréquemment interviewée, est choisie par L'Actualité pour représenter son parti en tenant un blogue de campagne et voit les médias couvrir la publication d'une autre vidéo de campagne. Cette vidéo totalisera plus de 15 000 vues. Le jour du scrutin elle obtient 7,37 % des voix, ce qui constitue le deuxième meilleur score d'Option nationale (ON) après celui de Jean-Martin Aussant, chef du parti.

#### Élections de 2014
Elle est de nouveau candidate aux élections générales de 2014. Cette fois-ci, elle n'obtient que 4,21 % - ce qui est cependant, vu le départ de Jean-Martin Aussant à la tête du parti, le meilleur score d'ON, qui dépasse à peine les 1 % de moyenne.
Au sein des indépendantistes, elle est à l'origine d'une proposition de fusion d'Option nationale et Québec solidaire. Tout d'abord mal reçue, cette proposition s'est finalement concrétisée en octobre 2017.

#### Élections de 2018
Dans la foulée de la fusion entre Option nationale et Québec solidaire, elle est investie candidate de QS dans la circonscription de Taschereau en vue des élections générales du 1er octobre 2018 face à la candidate Marie-Ève Duchesne, qui était en 2014 la candidate du parti dans la circonscription.
Un sondage Mainstreet la place en tête des intentions de vote, devant la candidate péquiste Diane Lavallée, bénéficiant, selon le sondeur Steve Pinkus, de sa notoriété, et d'un précédent sondage.
Le 1er octobre 2018, dans le cadre de l'élection générale québécoise, elle est élue députée de la circonscription de Taschereau à l'Assemblée nationale du Québec. Pendant les quatre ans de son mandat, elle a été responsable pour Québec solidaire des dossiers Culture et communications, Aînés, Relations internationales, Solidarité sociale et Transports.
Dorion a été, pendant la première moitié de son mandat, une figure politique extrêmement médiatisée, parfois taxée de populiste de gauche. Elle a dérangé l'establishment par son parler peu châtié, son attitude hors-norme et son port de vêtements supposément non « respectables ». Elle a décrit les dessous de ses années de députée dans "Les têtes brûlées, Carnets d'espoir punk", chez Lux Éditeur (2023). 
Au début du mois de novembre 2019, la députée a notamment fait la une des médias à la suite de son apparition au Salon Bleu de l'Assemblée nationale en coton ouaté orange.

#### Élections de 2022
Le 1er avril 2022, elle annonce qu'elle ne sollicitera pas de second mandat lors de l'élection générale de 2022.

## Résultats électoraux
|                                                                                               | Nom                 | Parti               | Nombre de voix | %      | Maj.  |
| --------------------------------------------------------------------------------------------- | ------------------- | ------------------- | -------------- | ------ | ----- |
|                                                                                               | Catherine Dorion    | Québec solidaire    | 15 373         | 42,5 % | 8 511 |
|                                                                                               | Svetlana Solomykina | Coalition avenir    | 6 862          | 19 %   | -     |
|                                                                                               | Florent Tanlet      | Libéral             | 6 387          | 17,7 % | -     |
|                                                                                               | Diane Lavallée      | Parti québécois     | 6 379          | 17,6 % | -     |
|                                                                                               | Élisabeth Grégoire  | Vert                | 534            | 1,5 %  | -     |
|                                                                                               | Nicolas Pouliot     | Parti nul           | 201            | 0,6 %  | -     |
|                                                                                               | Roger Duguay        | NPD Québec          | 196            | 0,5 %  | -     |
|                                                                                               | Christian Lavoie    | Citoyens au pouvoir | 152            | 0,4 %  | -     |
|                                                                                               | Guy Boivin          | Équipe autonomiste  | 73             | 0,2 %  | -     |
| Total                                                                                         | Total               | Total               | 36 157         | 100 %  |       |
| Le taux de participation lors de l'élection était de 73,7 % et 431 bulletins ont été rejetés. |                     |                     |                |        |       |

|                                                                                               | Nom                      | Parti                | Nombre de voix | %      | Maj. |
| --------------------------------------------------------------------------------------------- | ------------------------ | -------------------- | -------------- | ------ | ---- |
|                                                                                               | Agnès Maltais (sortante) | Parti québécois      | 11 376         | 31,7 % | 451  |
|                                                                                               | Florent Tanlet           | Libéral              | 10 925         | 30,4 % | -    |
|                                                                                               | Steve Brabant            | Coalition avenir     | 5 865          | 16,3 % | -    |
|                                                                                               | Marie-Ève Duchesne       | Québec solidaire     | 5 495          | 15,3 % | -    |
|                                                                                               | Catherine Dorion         | Option nationale     | 1 513          | 4,2 %  | -    |
|                                                                                               | Jean-Luc Savard          | Parti nul            | 385            | 1,1 %  | -    |
|                                                                                               | Anne Deblois             | Conservateur         | 198            | 0,6 %  | -    |
|                                                                                               | Sylvain Drolet           | Parti des sans parti | 127            | 0,4 %  | -    |
|                                                                                               | Guy Boivin               | Équipe autonomiste   | 49             | 0,1 %  | -    |
| Total                                                                                         | Total                    | Total                | 35 933         | 100 %  |      |
| Le taux de participation lors de l'élection était de 73,4 % et 466 bulletins ont été rejetés. |                          |                      |                |        |      |

|                                                                                               | Nom                      | Parti                  | Nombre de voix | %      | Maj.  |
| --------------------------------------------------------------------------------------------- | ------------------------ | ---------------------- | -------------- | ------ | ----- |
|                                                                                               | Agnès Maltais (sortante) | Parti québécois        | 13 994         | 37,1 % | 4 297 |
|                                                                                               | Clément Gignac           | Libéral                | 9 697          | 25,7 % | -     |
|                                                                                               | Mario Asselin            | Coalition avenir       | 6 311          | 16,7 % | -     |
|                                                                                               | Serge Roy                | Québec solidaire       | 4 416          | 11,7 % | -     |
|                                                                                               | Catherine Dorion         | Option nationale       | 2 804          | 7,4 %  | -     |
|                                                                                               | Jean-Luc Savard          | Parti nul              | 358            | 0,9 %  | -     |
|                                                                                               | François Tremblay        | Coalition constituante | 110            | 0,3 %  | -     |
|                                                                                               | Guy Boivin               | Équipe autonomiste     | 72             | 0,2 %  | -     |
| Total                                                                                         | Total                    | Total                  | 37 762         | 100 %  |       |
| Le taux de participation lors de l'élection était de 77,4 % et 418 bulletins ont été rejetés. |                          |                        |                |        |       |

## Œuvres

### Roman
- Ce qui se passe dehors (roman jeunesse), Montréal, Hurtubise, 2018, 298 p.  (ISBN 9782897811235)

### Essai
- Les luttes fécondes. Libérer le désir et l'amour en politique, Montréal, Ateliers 10, 2017  (ISBN 9782897592684)
- Les têtes brûlées. Carnets d'espoir punk, Lux Éditeur, 2023

### Théâtre
- Quand le sage pointe la lune, le fou regarde le doigt, coauteure au sein de la compagnie le Soucide collectif. Mis en scène par Marc Doré au Théâtre Périscope (Québec), 2008,  (ISBN 978-2-923589-09-1)
- 2009 : Viva Pinoshit, mise en scène par Olivier Lépine au Théâtre Premier Acte (Québec).
- 2010 : Kounadia, conte présenté dans la pièce Nous sommes faits (comme des rats), par la compagnie des Biches pensives. Mise en scène d’Alexia Burger à la Cinémathèque québécoise (Montréal).
- 2011 : Kukipik, théâtre clownesque, coauteure au sein de la compagnie le Soucide collectif. Mis en scène par Marc Doré au Théâtre Premier Acte (Québec).
- 2025 : Sciences Po 101, Traité d’insoumission à l’usage du vrai monde, théâtre documentaire

### Collectifs et autres publications
- 2011 : Deux textes dans J’aurais voté oui mais j’étais trop petit, Editas.
- 2011-auj. : plusieurs articles dans les revues Liberté, Relations, Revue québécoise de droit international, Éthique publique, L'Action nationale, Qui vive, ainsi que dans les grands quotidiens québécois.
- 2012 : « Le lieu collectif », dans « Notre indépendance », Stanké.
- 2012 : NOUS ?, monologue présenté par le collectif du Moulin à paroles.
- 2014 : Même s’il fait noir comme dans le cul d’un ours, poésie, Cornac.

## Prix et honneurs
- 2007 : Nomination pour le prix « Révélation de l’année » au Gala des Masques.
- 2008 : Bourse d’excellence universitaire remise par la Fondation canadienne des bourses d'études du millénaire.
- 2009 et 2010 : Finaliste de la finale nationale de slam / Le Grand Slam au cabaret Le Lion d’or.
- 2011 : Deuxième prix Gilles-Duceppe remis par le Bloc québécois.